# قناة الظهران
قناة الظهران هي قناة تلفزيونية تابعة لشركة ارامكو تأسست في 16 سبتمبر 1957 و هي تعتبر أول قناة تلفزيونية في تاريخ الخليج العربي والسعودية و كانت تبث باللغتين الإنجليزية والعربية 

## نطاق بث القناة
كان نطاق بث القناة يقتصر على المنطقة الشرقية من المملكة العربية السعودية و ماجاورها مثل البحرين وقطر وإمارة دبي

## إغلاق القناة
أغلقت القناة في 1998م 